# Driftwood (Texas)
Driftwood es un lugar designado por el censo ubicado en el condado de Hays en el estado estadounidense de Texas. En el Censo de 2010 tenía una población de 144 habitantes y una densidad poblacional de 42,97 personas por km².

## Geografía
Driftwood se encuentra ubicado en las coordenadas 30°7′59″N 98°2′14″O / 30.13306, -98.03722. Según la Oficina del Censo de los Estados Unidos, Driftwood tiene una superficie total de 3.35 km², de la cual 3.35 km² corresponden a tierra firme y (0%) 0 km² es agua.

## Demografía
Según el censo de 2010, había 144 personas residiendo en Driftwood. La densidad de población era de 42,97 hab./km². De los 144 habitantes, Driftwood estaba compuesto por el 97.92% blancos, el 0% eran afroamericanos, el 0.69% eran amerindios, el 0% eran asiáticos, el 0% eran isleños del Pacífico, el 0% eran de otras razas y el 1.39% pertenecían a dos o más razas. Del total de la población el 5.56% eran hispanos o latinos de cualquier raza.